# World Games 2017/Tanzen
Bei den World Games 2017 in Breslau fanden vom 28. bis 29. Juli im Tanzen vier Wettbewerbe statt.

## Wettbewerbe und Zeitplan
| Wettbewerbe   | Juli | Juli |
| Paar          | 28.  | 29.  |
| ------------- | ---- | ---- |
| Standard      |      |      |
| Latein Tänze  |      |      |
| Rock ’n’ Roll |      |      |
| Salsa         |      |      |

|  | Qualifikation |  | Finale |

## Ergebnisse

### Standard

#### 1. Runde
| Land                | Namen                                   | Walzer | Walzer | Tango  | Tango | Wiener Walzer | Wiener Walzer | Slow Foxtrot | Slow Foxtrot | Quickstep | Quickstep |
| Land                | Namen                                   | Punkte | Rang   | Punkte | Rang  | Punkte        | Rang          | Punkte       | Rang         | Punkte    | Rang      |
| ------------------- | --------------------------------------- | ------ | ------ | ------ | ----- | ------------- | ------------- | ------------ | ------------ | --------- | --------- |
| Deutschland         | Benedetto Ferruggia / Claudia Köhler    | 37,42  | 1      | 37,83  | 1     | 37,67         | 1             | 37,42        | 1            | 38,00     | 1         |
| Russland            | Olga Kulikowa / Dmitri Scharkow         | 37,25  | 2      | 37,00  | 2     | 36,92         | 2             | 37,25        | 2            | 37,08     | 2         |
| Litauen             | Ieva Zukauskaite / Evaldas Sodeika      | 36,08  | 3      | 36,08  | 3     | 35,57         | 4             | 36,33        | 3            | 36,50     | 3         |
| Italien             | Debora Pacini / Francesco Galuppo       | 35,68  | 4      | 35,77  | 4     | 35,67         | 3             | 35,58        | 4            | 35,42     | 4         |
| Ungarn              | Viktoria Pali / Csaba László            | 33,27  | 5      | 33,42  | 6     | 32,58         | 8             | 33,03        | 6            | 33,42     | 5         |
| Polen               | Justyna Mozdzonek / Maeusz Brzozowski   | 33,17  | 6      | 33,50  | 5     | 32,18         | 9             | 33,33        | 5            | 32,98     | 6         |
| Lettland            | Eliza Ancane / Edgars Linis             | 33,05  | 7      | 32,85  | 7     | 33,58         | 5             | 32,68        | 7            | 32,75     | 7         |
| Kasachstan          | Marina Laptiyeva / Vladlen Kravchenko   | 32,25  | 8      | 32,58  | 8     | 32,92         | 6             | 32,50        | 8            | 32,00     | 9         |
| Volksrepublik China | Yujie Liang / Hong Shen                 | 32,02  | 10     | 31,67  | 11    | 31,80         | 10            | 32,27        | 11           | 32,50     | 8         |
| Rumänien            | Roxana Lucaciu / Paul Ionut Rednic      | 31,33  | 14     | 31,50  | 12    | 32,63         | 7             | 32,33        | 10           | 31,82     | 10        |
| Slowakei            | Adriána Dindofferová / Ľubomír Mick     | 31,25  | 15     | 31,72  | 10    | 30,63         | 15            | 32,35        | 9            | 31,67     | 11        |
| Israel              | Natalia Driker / Paris Francesco        | 32,25  | 8      | 31,92  | 9     | 31,33         | 11            | 31,75        | 14           | 31,08     | 13        |
| Belarus             | Jana Tudwasewa / Aljaksandr Samosjuk    | 31,60  | 13     | 30,33  | 16    | 30,25         | 17            | 31,83        | 13           | 31,33     | 12        |
| Spanien             | Patricia Martinez / Adrian Esperon      | 31,67  | 12     | 31,00  | 13    | 31,17         | 12            | 30,92        | 18           | 30,33     | 18        |
| Estland             | Baile Orb / Ergo Luuk                   | 31,90  | 11     | 29,50  | 20    | 30,75         | 14            | 31,53        | 15           | 30,85     | 14        |
| Österreich          | Barbara Westmayer / Klemens Hofer       | 30,53  | 19     | 30,78  | 14    | 29,90         | 19            | 31,85        | 12           | 30,83     | 15        |
| Tschechien          | Klára Zámečníková / Michal Drha         | 30,95  | 16     | 29,78  | 19    | 30,83         | 13            | 30,33        | 19           | 30,54     | 17        |
| Vereinigte Staaten  | Vashti Reed / Earle Williamson          | 30,68  | 18     | 30,08  | 17    | 30,17         | 18            | 31,22        | 16           | 30,83     | 15        |
| Australien          | Lana Skrgic-De Fonseka / Brodie Barden  | 30,90  | 17     | 30,08  | 17    | 29,50         | 20            | 29,83        | 21           | 30,15     | 19        |
| Japan               | Tomomi Yamamoto / Takeshi Yamamoto      | 29,70  | 21     | 30,54  | 15    | 29,46         | 21            | 30,96        | 17           | 29,55     | 21        |
| Südkorea            | In Hwa Hong / Kim Dongsoo               | 29,90  | 20     | 29,42  | 22    | 30,35         | 16            | 28,67        | 23           | 29,77     | 20        |
| Moldau              | Valeria Gumeniuc / Dima Kusnir          | 28,75  | 22     | 29,50  | 20    | 28,75         | 22            | 29,92        | 20           | 29,52     | 22        |
| Kanada              | Sarah-Maude Thibaudeau / Daniel Zaharia | 26,78  | 23     | 27,42  | 23    | 26,83         | 24            | 28,79        | 22           | 26,00     | 23        |
| Ecuador             | Camila Arboleda / Christopher Mejia     | 26,63  | 24     | 27,40  | 24    | 27,88         | 23            | 26,25        | 24           | 25,97     | 24        |

|  | Qualifikation für das Halbfinale |

#### Redance
| Land               | Namen                                   | Walzer | Walzer | Tango  | Tango | Wiener Walzer | Wiener Walzer | Slow Foxtrot | Slow Foxtrot | Quickstep | Quickstep |
| Land               | Namen                                   | Punkte | Rang   | Punkte | Rang  | Punkte        | Rang          | Punkte       | Rang         | Punkte    | Rang      |
| ------------------ | --------------------------------------- | ------ | ------ | ------ | ----- | ------------- | ------------- | ------------ | ------------ | --------- | --------- |
| Slowakei           | Adriána Dindofferová / Ľubomír Mick     | 31,30  | 1      | 30,53  | 3     | 29,93         | 8             | 30,33        | 6            | 30,25     | 2         |
| Belarus            | Jana Tudwasewa / Aljaksandr Samosjuk    | 30,97  | 2      | 30,58  | 2     | 30,67         | 1             | 30,67        | 4            | 31,08     | 1         |
| Spanien            | Patricia Martinez / Adrian Esperon      | 30,88  | 3      | 30,25  | 7     | 30,40         | 3             | 31,28        | 1            | 29,60     | 7         |
| Österreich         | Barbara Westmayer / Klemens Hofer       | 30,50  | 5      | 30,60  | 1     | 30,50         | 2             | 30,03        | 7            | 30,17     | 3         |
| Estland            | Baile Orb / Ergo Luuk                   | 30,75  | 4      | 30,50  | 4     | 30,12         | 4             | 30,75        | 2            | 29,68     | 6         |
| Vereinigte Staaten | Vashti Reed / Earle Williamson          | 30,18  | 6      | 30,33  | 6     | 30,08         | 6             | 30,42        | 5            | 30,00     | 4         |
| Tschechien         | Klára Zámečníková / Michal Drha         | 29,25  | 8      | 30,45  | 5     | 30,08         | 6             | 29,33        | 9            | 29,83     | 5         |
| Australien         | Lana Skrgic-De Fonseka / Brodie Barden  | 29,58  | 7      | 29,33  | 9     | 29,75         | 9             | 29,97        | 8            | 29,58     | 8         |
| Japan              | Tomomi Yamamoto / Takeshi Yamamoto      | 27,75  | 9      | 30,15  | 8     | 30,10         | 5             | 30,70        | 3            | 29,10     | 10        |
| Moldau             | Valeria Gumeniuc / Dima Kusnir          | 27,42  | 10     | 29,18  | 10    | 29,30         | 10            | 28,80        | 10           | 29,25     | 9         |
| Ecuador            | Camila Arboleda / Christopher Mejia     | 26,60  | 11     | 26,55  | 11    | 26,35         | 11            | 26,00        | 12           | 26,13     | 11        |
| Kanada             | Sarah-Maude Thibaudeau / Daniel Zaharia | 26,60  | 11     | 25,88  | 12    | 25,70         | 12            | 26,25        | 11           | 25,79     | 12        |
| Israel             | Natalia Driker / Paris Francesco        | 1,00   | 13     | 1,00   | 13    | 1,08          | 13            | 1,00         | 13           | 1,00      | 13        |
| Südkorea           | In Hwa Hong / Kim Dongsoo               | 1,00   | 13     | 1,00   | 13    | 1,08          | 13            | 1,00         | 13           | 1,00      | 13        |

|  | Qualifikation für das Halbfinale |

#### Halbfinale
| Land                | Namen                                 | Walzer | Walzer | Tango  | Tango | Wiener Walzer | Wiener Walzer | Slow Foxtrot | Slow Foxtrot | Quickstep | Quickstep |
| Land                | Namen                                 | Punkte | Rang   | Punkte | Rang  | Punkte        | Rang          | Punkte       | Rang         | Punkte    | Rang      |
| ------------------- | ------------------------------------- | ------ | ------ | ------ | ----- | ------------- | ------------- | ------------ | ------------ | --------- | --------- |
| Deutschland         | Benedetto Ferruggia / Claudia Köhler  | 38,08  | 1      | 38,17  | 1     | 37,75         | 1             | 37,50        | 1            | 38,17     | 1         |
| Russland            | Olga Kulikowa / Dmitri Scharkow       | 37,42  | 2      | 37,42  | 2     | 37,08         | 2             | 37,25        | 2            | 37,42     | 2         |
| Litauen             | Ieva Zukauskaite / Evaldas Sodeika    | 37,00  | 3      | 36,33  | 3     | 36,67         | 3             | 36,83        | 3            | 36,75     | 3         |
| Italien             | Debora Pacini / Francesco Galuppo     | 35,83  | 4      | 35,75  | 4     | 35,58         | 4             | 35,75        | 4            | 35,67     | 4         |
| Polen               | Justyna Mozdzonek / Maeusz Brzozowski | 33,67  | 5      | 34,00  | 5     | 33,58         | 5             | 33,83        | 5            | 33,67     | 5         |
| Ungarn              | Viktoria Pali / Csaba László          | 33,50  | 6      | 33,33  | 6     | 33,17         | 7             | 33,58        | 6            | 33,58     | 6         |
| Lettland            | Eliza Ancane / Edgars Linis           | 33,25  | 7      | 33,00  | 8     | 33,18         | 6             | 33,33        | 7            | 33,42     | 7         |
| Kasachstan          | Marina Laptiyeva / Vladlen Kravchenko | 32,92  | 8      | 32,75  | 9     | 33,08         | 8             | 32,58        | 9            | 32,67     | 9         |
| Rumänien            | Roxana Lucaciu / Paul Ionut Rednic    | 32,67  | 9      | 33,05  | 7     | 32,42         | 9             | 33,00        | 8            | 32,83     | 8         |
| Volksrepublik China | Yujie Liang / Hong Shen               | 32,42  | 10     | 32,42  | 10    | 31,92         | 10            | 32,33        | 10           | 32,42     | 10        |
| Belarus             | Jana Tudwasewa / Aljaksandr Samosjuk  | 32,00  | 11     | 31,92  | 11    | 31,83         | 11            | 31,92        | 11           | 31,83     | 11        |
| Österreich          | Barbara Westmayer / Klemens Hofer     | 31,72  | 12     | 30,75  | 13    | 30,83         | 12            | 31,58        | 12           | 30,93     | 13        |
| Slowakei            | Adriána Dindofferová / Ľubomír Mick   | 31,25  | 13     | 31,17  | 12    | 30,17         | 14            | 31,33        | 13           | 31,05     | 12        |
| Spanien             | Patricia Martinez / Adrian Esperon    | 30,42  | 14     | 30,48  | 14    | 30,68         | 13            | 30,62        | 14           | 30,68     | 14        |

|  | Qualifikation für das Finale |

#### Finale
| Land        | Namen                                 | Walzer | Walzer | Tango  | Tango | Wiener Walzer | Wiener Walzer | Slow Foxtrot | Slow Foxtrot | Quickstep | Quickstep |
| Land        | Namen                                 | Punkte | Rang   | Punkte | Rang  | Punkte        | Rang          | Punkte       | Rang         | Punkte    | Rang      |
| ----------- | ------------------------------------- | ------ | ------ | ------ | ----- | ------------- | ------------- | ------------ | ------------ | --------- | --------- |
| Deutschland | Benedetto Ferruggia / Claudia Köhler  | 38,58  | 1      | 38,92  | 1     | 38,50         | 1             | 38,50        | 1            | 38,75     | 1         |
| Russland    | Olga Kulikowa / Dmitri Scharkow       | 38,08  | 2      | 37,75  | 2     | 37,65         | 2             | 37,58        | 2            | 38,06     | 2         |
| Litauen     | Ieva Zukauskaite / Evaldas Sodeika    | 37,21  | 3      | 36,58  | 3     | 36,92         | 3             | 37,25        | 3            | 37,13     | 3         |
| Italien     | Debora Pacini / Francesco Galuppo     | 35,95  | 4      | 36,08  | 4     | 36,27         | 4             | 36,08        | 4            | 36,13     | 4         |
| Polen       | Justyna Mozdzonek / Maeusz Brzozowski | 34,32  | 5      | 33,95  | 5     | 34,33         | 5             | 34,33        | 5            | 34,75     | 5         |
| Ungarn      | Viktoria Pali / Csaba László          | 34,27  | 6      | 33,43  | 6     | 33,75         | 6             | 33,92        | 6            | 34,33     | 6         |

#### Endplatzierung
| Platz | Nation              | Namen                                   |
| ----- | ------------------- | --------------------------------------- |
| 1     | Deutschland         | Benedetto Ferruggia / Claudia Köhler    |
| 2     | Russland            | Olga Kulikowa / Dmitri Scharkow         |
| 3     | Litauen             | Ieva Zukauskaite / Evaldas Sodeika      |
| 4     | Italien             | Debora Pacini / Francesco Galuppo       |
| 5     | Polen               | Justyna Mozdzonek / Maeusz Brzozowski   |
| 6     | Ungarn              | Viktoria Pali / Csaba László            |
| 7     | Lettland            | Eliza Ancane / Edgars Linis             |
| 8     | Kasachstan          | Marina Laptiyeva / Vladlen Kravchenko   |
| 9     | Rumänien            | Roxana Lucaciu / Paul Ionut Rednic      |
| 10    | Volksrepublik China | Yujie Liang / Hong Shen                 |
| 11    | Belarus             | Jana Tudwasewa / Aljaksandr Samosjuk    |
| 12    | Österreich          | Barbara Westmayer / Klemens Hofer       |
| 13    | Slowakei            | Adriána Dindofferová / Ľubomír Mick     |
| 14    | Spanien             | Patricia Martinez / Adrian Esperon      |
| 15    | Estland             | Baile Orb / Ergo Luuk                   |
| 16    | Vereinigte Staaten  | Vashti Reed / Earle Williamson          |
| 17    | Tschechien          | Klára Zámečníková / Michal Drha         |
| 18    | Australien          | Lana Skrgic-De Fonseka / Brodie Barden  |
| 19    | Japan               | Tomomi Yamamoto / Takeshi Yamamoto      |
| 20    | Moldau              | Valeria Gumeniuc / Dima Kusnir          |
| 21    | Ecuador             | Camila Arboleda / Christopher Mejia     |
| 22    | Kanada              | Sarah-Maude Thibaudeau / Daniel Zaharia |
| 23    | Israel              | Natalia Driker / Paris Francesco        |
| 23    | Südkorea            | In Hwa Hong / Kim Dongsoo               |

### Latein

#### 1. Runde
| Land                | Namen                                         | Samba            | Samba            | Cha Cha Cha      | Cha Cha Cha      | Rumba            | Rumba            | Paso Doble       | Paso Doble       | Jive             | Jive             |
| Land                | Namen                                         | Punkte           | Rang             | Punkte           | Rang             | Punkte           | Rang             | Punkte           | Rang             | Punkte           | Rang             |
| ------------------- | --------------------------------------------- | ---------------- | ---------------- | ---------------- | ---------------- | ---------------- | ---------------- | ---------------- | ---------------- | ---------------- | ---------------- |
| Moldau              | Anna Matus / Gabriele Goffredo                | 37,58            | 1                | 37,35            | 1                | 37,58            | 1                | 37,42            | 1                | 37,58            | 1                |
| Russland            | Swetlana Gudyno / Armen Zaturyan              | 36,82            | 2                | 36,80            | 2                | 36,67            | 2                | 36,50            | 2                | 36,83            | 2                |
| Frankreich          | Elena Salikhova / Charles-Guillaume Schmitt   | 36,17            | 3                | 36,07            | 3                | 36,00            | 3                | 36,25            | 3                | 36,00            | 3                |
| Ungarn              | Martina Varadi / Andrea Silvestri             | 35,38            | 4                | 35,50            | 4                | 35,65            | 4                | 35,08            | 4                | 35,25            | 4                |
| Spanien             | Rosa Carne / Guillem Pascual                  | 34,45            | 5                | 34,54            | 5                | 34,25            | 5                | 34,27            | 5                | 34,00            | 5                |
| Rumänien            | Cristina-Maria Tatar / Paul-Adrian Moldovan   | 33,13            | 8                | 34,25            | 6                | 33,92            | 6                | 34,08            | 6                | 34,17            | 8                |
| Volksrepublik China | Ting Zhuang / Yao Hou                         | 33,30            | 7                | 34,12            | 7                | 33,83            | 7                | 33,54            | 8                | 34,03            | 7                |
| Italien             | Roberta Benedetti / Giacomo Lazzarini         | 33,08            | 9                | 33,75            | 9                | 33,42            | 9                | 33,50            | 9                | 34,13            | 6                |
| Israel              | Yevgenya Libman / Jevgenijs Suvorovs          | 33,38            | 6                | 33,08            | 10               | 32,80            | 11               | 32,85            | 11               | 33,05            | 10               |
| Dänemark            | Sandra Sørensen / Malthe Brinch Rohde         | 32,17            | 11               | 34,00            | 8                | 33,57            | 8                | 33,83            | 7                | 33,40            | 9                |
| Litauen             | Migle Klupsaite / Jokubas Venckus             | 32,90            | 10               | 33,07            | 11               | 32,98            | 10               | 32,85            | 10               | 32,90            | 11               |
| Tschechien          | Sabina Karásková / Tomáš Gál                  | 31,63            | 12               | 31,75            | 13               | 32,22            | 12               | 32,08            | 12               | 31,58            | 12               |
| Polen               | Anna Walachowska / Bartosz Lewandowski        | 31,48            | 13               | 32,88            | 12               | 32,17            | 13               | 32,08            | 12               | 31,47            | 13               |
| Portugal            | Vanessa Ferrao / Telmo Madeira                | 31,08            | 15               | 30,92            | 15               | 31,25            | 14               | 30,75            | 16               | 31,42            | 14               |
| Kirgisistan         | Tatiana Kogadei / Aleksei Kibkalo             | 31,33            | 14               | 31,00            | 14               | 30,97            | 16               | 31,42            | 14               | 31,08            | 16               |
| Ukraine             | Oksana Lukyanenko / Roman Gerbey              | 30,63            | 18               | 30,22            | 16               | 30,50            | 17               | 31,40            | 15               | 31,12            | 15               |
| Slowakei            | Lucia Krncanova / Jiri Hein                   | 30,90            | 16               | 30,20            | 17               | 30,98            | 15               | 30,40            | 18               | 30,90            | 17               |
| Südkorea            | Nara Shin / Gi Yong Nam                       | 30,65            | 17               | 28,93            | 21               | 29,72            | 20               | 30,25            | 19               | 30,42            | 19               |
| Australien          | Lana Skrgic-De Fonseka / Brodie Barden        | 29,68            | 20               | 29,67            | 18               | 29,83            | 19               | 30,70            | 17               | 30,50            | 18               |
| Japan               | Ami Yoshikawa / Sota Fujii                    | 30,08            | 19               | 29,35            | 20               | 30,45            | 18               | 28,70            | 20               | 28,83            | 20               |
| Vereinigte Staaten  | Zoe Zimmermann / Dillon Lehman                | 28,17            | 21               | 29,40            | 19               | 28,98            | 21               | 27,68            | 22               | 28,33            | 21               |
| Thailand            | Nattanicha Ittisophonpisarn / Puttisit Promna | 27,83            | 22               | 27,50            | 22               | 28,50            | 22               | 27,80            | 21               | 28,10            | 22               |
| Kanada              | Sarah-Maude Thibaudeau / Daniel Zaharia       | 27,32            | 23               | 26,67            | 23               | 26,05            | 23               | 27,25            | 23               | 27,83            | 23               |
| Norwegen            | Kine Mardal / Petter Engan                    | nicht angetreten | nicht angetreten | nicht angetreten | nicht angetreten | nicht angetreten | nicht angetreten | nicht angetreten | nicht angetreten | nicht angetreten | nicht angetreten |

|  | Qualifikation für das Halbfinale |

#### Redance
| Land               | Namen                                         | Samba  | Samba | Cha Cha Cha | Cha Cha Cha | Rumba  | Rumba | Paso Doble | Paso Doble | Jive   | Jive |
| Land               | Namen                                         | Punkte | Rang  | Punkte      | Rang        | Punkte | Rang  | Punkte     | Rang       | Punkte | Rang |
| ------------------ | --------------------------------------------- | ------ | ----- | ----------- | ----------- | ------ | ----- | ---------- | ---------- | ------ | ---- |
| Litauen            | Migle Klupsaite / Jokubas Venckus             | 32,47  | 1     | 32,28       | 1           | 32,08  | 1     | 31,75      | 1          | 31,80  | 1    |
| Tschechien         | Sabina Karásková / Tomáš Gál                  | 30,10  | 4     | 30,67       | 4           | 30,40  | 5     | 30,48      | 4          | 30,50  | 2    |
| Kirgisistan        | Tatiana Kogadei / Aleksei Kibkalo             | 30,87  | 2     | 30,83       | 3           | 30,58  | 4     | 30,83      | 3          | 29,60  | 6    |
| Portugal           | Vanessa Ferrao / Telmo Madeira                | 30,52  | 3     | 30,58       | 5           | 30,75  | 2     | 31,17      | 2          | 30,30  | 3    |
| Polen              | Anna Walachowska / Bartosz Lewandowski        | 29,50  | 8     | 30,87       | 2           | 30,70  | 3     | 30,00      | 5          | 29,53  | 7    |
| Australien         | Lana Skrgic-De Fonseka / Brodie Barden        | 29,92  | 5     | 30,00       | 6           | 29,92  | 7     | 29,25      | 8          | 29,92  | 5    |
| Südkorea           | Nara Shin / Gi Yong Nam                       | 28,87  | 10    | 29,67       | 8           | 30,08  | 6     | 29,83      | 6          | 30,17  | 4    |
| Ukraine            | Oksana Lukyanenko / Roman Gerbey              | 29,79  | 6     | 29,83       | 7           | 29,35  | 9     | 29,71      | 7          | 29,02  | 8    |
| Slowakei           | Lucia Krncanova / Jiri Hein                   | 29,67  | 7     | 29,43       | 10          | 29,32  | 10    | 28,92      | 10         | 28,50  | 10   |
| Japan              | Ami Yoshikawa / Sota Fujii                    | 28,97  | 9     | 29,53       | 9           | 29,67  | 8     | 28,98      | 9          | 28,55  | 9    |
| Vereinigte Staaten | Zoe Zimmermann / Dillon Lehman                | 27,83  | 11    | 28,08       | 11          | 27,97  | 11    | 26,92      | 11         | 26,42  | 13   |
| Thailand           | Nattanicha Ittisophonpisarn / Puttisit Promna | 27,08  | 12    | 27,45       | 12          | 27,95  | 12    | 26,75      | 12         | 27,30  | 11   |
| Kanada             | Sarah-Maude Thibaudeau / Daniel Zaharia       | 26,58  | 13    | 27,27       | 13          | 27,27  | 13    | 26,25      | 13         | 26,63  | 12   |

|  | Qualifikation für das Halbfinale |

#### Halbfinale
| Land                | Namen                                       | Samba  | Samba | Cha Cha Cha | Cha Cha Cha | Rumba  | Rumba | Paso Doble | Paso Doble | Jive   | Jive |
| Land                | Namen                                       | Punkte | Rang  | Punkte      | Rang        | Punkte | Rang  | Punkte     | Rang       | Punkte | Rang |
| ------------------- | ------------------------------------------- | ------ | ----- | ----------- | ----------- | ------ | ----- | ---------- | ---------- | ------ | ---- |
| Moldau              | Anna Matus / Gabriele Goffredo              | 37,92  | 1     | 37,58       | 1           | 37,83  | 1     | 38,33      | 1          | 37,92  | 1    |
| Russland            | Swetlana Gudyno / Armen Zaturyan            | 36,75  | 2     | 37,25       | 2           | 36,92  | 2     | 37,08      | 2          | 36,58  | 3    |
| Frankreich          | Elena Salikhova / Charles-Guillaume Schmitt | 36,58  | 3     | 36,42       | 3           | 36,58  | 3     | 36,83      | 3          | 36,67  | 2    |
| Ungarn              | Martina Varadi / Andrea Silvestri           | 35,25  | 4     | 35,58       | 4           | 35,50  | 4     | 35,17      | 4          | 35,25  | 4    |
| Spanien             | Rosa Carne / Guillem Pascual                | 33,75  | 5     | 34,55       | 5           | 34,08  | 5     | 33,75      | 7          | 33,47  | 7    |
| Rumänien            | Cristina-Maria Tatar / Paul-Adrian Moldovan | 33,48  | 8     | 33,72       | 6           | 34,08  | 5     | 34,02      | 5          | 33,70  | 5    |
| Dänemark            | Sandra Sørensen / Malthe Brinch Rohde       | 33,33  | 11    | 33,83       | 8           | 33,33  | 8     | 33,17      | 8          | 33,23  | 8    |
| Volksrepublik China | Ting Zhuang / Yao Hou                       | 34,46  | 7     | 33,03       | 7           | 33,28  | 9     | 33,03      | 9          | 32,20  | 9    |
| Italien             | Roberta Benedetti / Giacomo Lazzarini       | 33,58  | 9     | 33,75       | 9           | 33,92  | 7     | 33,92      | 6          | 33,67  | 6    |
| Litauen             | Migle Klupsaite / Jokubas Venckus           | 31,83  | 10    | 31,42       | 11          | 31,23  | 11    | 31,57      | 11         | 31,33  | 11   |
| Israel              | Yevgenya Libman / Jevgenijs Suvorovs        | 32,92  | 6     | 32,57       | 10          | 32,83  | 10    | 32,48      | 10         | 32,00  | 10   |
| Tschechien          | Sabina Karásková / Tomáš Gál                | 30,42  | 12    | 29,95       | 13          | 30,43  | 14    | 30,58      | 13         | 30,33  | 13   |
| Kirgisistan         | Tatiana Kogadei / Aleksei Kibkalo           | 30,33  | 14    | 30,42       | 14          | 30,50  | 13    | 30,58      | 13         | 30,08  | 14   |
| Portugal            | Vanessa Ferrao / Telmo Madeira              | 30,75  | 15    | 30,68       | 15          | 30,75  | 12    | 31,03      | 12         | 30,58  | 12   |

|  | Qualifikation für das Finale |

#### Finale
| Land       | Namen                                       | Samba  | Samba | Cha Cha Cha | Cha Cha Cha | Rumba  | Rumba | Paso Doble | Paso Doble | Jive   | Jive |
| Land       | Namen                                       | Punkte | Rang  | Punkte      | Rang        | Punkte | Rang  | Punkte     | Rang       | Punkte | Rang |
| ---------- | ------------------------------------------- | ------ | ----- | ----------- | ----------- | ------ | ----- | ---------- | ---------- | ------ | ---- |
| Moldau     | Anna Matus / Gabriele Goffredo              | 38,71  | 1     | 38,75       | 1           | 38,58  | 1     | 38,75      | 1          | 38,58  | 1    |
| Russland   | Swetlana Gudyno / Armen Zaturyan            | 37,04  | 3     | 37,83       | 2           | 37,67  | 2     | 37,75      | 2          | 37,79  | 2    |
| Frankreich | Elena Salikhova / Charles-Guillaume Schmitt | 37,17  | 2     | 36,92       | 3           | 37,33  | 3     | 37,50      | 3          | 37,29  | 3    |
| Ungarn     | Martina Varadi / Andrea Silvestri           | 35,75  | 4     | 35,67       | 4           | 35,67  | 4     | 35,58      | 4          | 35,75  | 4    |
| Spanien    | Rosa Carne / Guillem Pascual                | 34,63  | 5     | 34,75       | 5           | 34,50  | 5     | 34,17      | 6          | 34,46  | 6    |
| Rumänien   | Cristina-Maria Tatar / Paul-Adrian Moldovan | 33,97  | 6     | 34,67       | 6           | 34,42  | 6     | 34,33      | 5          | 34,62  | 5    |

#### Endplatzierung
| Platz | Nation              | Namen                                         |
| ----- | ------------------- | --------------------------------------------- |
| 1     | Moldau              | Anna Matus / Gabriele Goffredo                |
| 2     | Russland            | Swetlana Gudyno / Armen Zaturyan              |
| 3     | Frankreich          | Elena Salikhova / Charles-Guillaume Schmitt   |
| 4     | Ungarn              | Martina Varadi / Andrea Silvestri             |
| 5     | Spanien             | Rosa Carne / Guillem Pascual                  |
| 6     | Rumänien            | Cristina-Maria Tatar / Paul-Adrian Moldovan   |
| 7     | Dänemark            | Sandra Sørensen / Malthe Brinch Rohde         |
| 8     | Volksrepublik China | Ting Zhuang / Yao Hou                         |
| 9     | Italien             | Roberta Benedetti / Giacomo Lazzarini         |
| 10    | Litauen             | Migle Klupsaite / Jokubas Venckus             |
| 11    | Israel              | Yevgenya Libman / Jevgenijs Suvorovs          |
| 12    | Tschechien          | Sabina Karásková / Tomáš Gál                  |
| 13    | Kirgisistan         | Tatiana Kogadei / Aleksei Kibkalo             |
| 14    | Portugal            | Vanessa Ferrao / Telmo Madeira                |
| 15    | Polen               | Anna Walachowska / Bartosz Lewandowski        |
| 16    | Australien          | Lana Skrgic-De Fonseka / Brodie Barden        |
| 17    | Südkorea            | Nara Shin / Gi Yong Nam                       |
| 18    | Ukraine             | Oksana Lukyanenko / Roman Gerbey              |
| 19    | Slowakei            | Lucia Krncanova / Jiri Hein                   |
| 20    | Japan               | Ami Yoshikawa / Sota Fujii                    |
| 21    | Vereinigte Staaten  | Zoe Zimmermann / Dillon Lehman                |
| 22    | Thailand            | Nattanicha Ittisophonpisarn / Puttisit Promna |
| 23    | Kanada              | Sarah-Maude Thibaudeau / Daniel Zaharia       |

### Rock ’n’ Roll

#### 1. Runde
| Platz | Land        | Namen                                   | Punkte |
| ----- | ----------- | --------------------------------------- | ------ |
| 1     | Russland    | Xenia Osnowina / Konstantin Tschistikow | 82,82  |
| 2     | Polen       | Anna Miadzielec / Jacek Tarczylo        | 80,18  |
| 3     | Deutschland | Michelle Uhl / Tobias Bludau            | 78,95  |
| 4     | Norwegen    | Anne Ragnhild / Steinar Berg            | 74,92  |
| 5     | Slowakei    | Andrea Hrušková / Filip Kočiš           | 72,06  |
| 6     | Tschechien  | Lenka Richtrová / Marek Divoký          | 69,85  |
| 7     | Frankreich  | Melitine Poulios / Nicolas Thevenon     | 67,59  |
| 8     | Schweiz     | Gwendoline Schlegel / Stephan Schlegel  | 52,43  |
| 9     | Österreich  | Verena Lampeter / Thomas Glaser         | 50,32  |
| 10    | Australien  | Megan Bolton / Jonathan Bell            | 49,43  |
| 11    | Slowenien   | Tina Rabic / Franci Pevc                | 27,90  |
| 12    | Senegal     | Clarisse Léa Sagna / Sabine Mendy       | 25,25  |
| 13    | Peru        | Santia Hinostroza / Jorge Vera          | 22,39  |
| 14    | Indien      | Tanushree Rakshit / Swapnil Londhe      | 2,40   |

|  | Qualifikation für das Halbfinale |

#### Hoffnungsrunde
| Platz | Land       | Namen                                  | Punkte |
| ----- | ---------- | -------------------------------------- | ------ |
| 1     | Tschechien | Lenka Richtrová / Marek Divoký         | 72,37  |
| 2     | Slowakei   | Andrea Hrušková / Filip Kočiš          | 71,66  |
| 3     | Frankreich | Melitine Poulios / Nicolas Thevenon    | 71,65  |
| 4     | Schweiz    | Gwendoline Schlegel / Stephan Schlegel | 69,22  |
| 5     | Österreich | Verena Lampeter / Thomas Glaser        | 57,18  |
| 6     | Senegal    | Clarisse Léa Sagna / Sabine Mendy      | 33,84  |
| 7     | Slowenien  | Tina Rabic / Franci Pevc               | 28,09  |
| 8     | Indien     | Tanushree Rakshit / Swapnil Londhe     | 7,44   |
| 9     | Peru       | Santia Hinostroza / Jorge Vera         | 3,32   |
| 10    | Australien | Megan Bolton / Jonathan Bell           | −49,32 |

|  | Qualifikation für das Halbfinale |

#### Halbfinale
| Platz | Land        | Namen                                   | Punkte |
| ----- | ----------- | --------------------------------------- | ------ |
| 1     | Polen       | Anna Miadzielec / Jacek Tarczylo        | 114,46 |
| 2     | Russland    | Xenia Osnowina / Konstantin Tschistikow | 113,99 |
| 3     | Deutschland | Michelle Uhl / Tobias Bludau            | 103,38 |
| 4     | Norwegen    | Anne Ragnhild / Steinar Berg            | 98,92  |
| 5     | Tschechien  | Lenka Richtrová / Marek Divoký          | 90,73  |
| 6     | Frankreich  | Melitine Poulios / Nicolas Thevenon     | 89,75  |
| 7     | Slowakei    | Andrea Hrušková / Filip Kočiš           | 89,67  |
| 8     | Schweiz     | Gwendoline Schlegel / Stephan Schlegel  | 85,64  |
| 9     | Slowenien   | Tina Rabic / Franci Pevc                | 76,64  |
| 10    | Österreich  | Verena Lampeter / Thomas Glaser         | 69,50  |
| 11    | Senegal     | Clarisse Léa Sagna / Sabine Mendy       | 34,58  |
| 12    | Indien      | Tanushree Rakshit / Swapnil Londhe      | −16,65 |

|  | Qualifikation für das Finale |

#### Finale
| Platz | Land        | Namen                                   | Fußtechnik | Fußtechnik | Akrobatik | Akrobatik |
| Platz | Land        | Namen                                   | Punkte     | Rang       | Punkte    | Rang      |
| ----- | ----------- | --------------------------------------- | ---------- | ---------- | --------- | --------- |
| 1     | Polen       | Anna Miadzielec / Jacek Tarczylo        | 27,64      | 1          | 115,63    | 1         |
| 2     | Russland    | Xenia Osnowina / Konstantin Tschistikow | 25,20      | 2          | 109,98    | 2         |
| 3     | Deutschland | Michelle Uhl / Tobias Bludau            | 23,84      | 3          | 108,49    | 3         |
| 4     | Norwegen    | Anne Ragnhild / Steinar Berg            | 20,31      | 5          | 98,78     | 4         |
| 5     | Frankreich  | Melitine Poulios / Nicolas Thevenon     | 21,48      | 4          | 89,59     | 5         |
| 6     | Tschechien  | Lenka Richtrová / Marek Divoký          | 19,88      | 6          | 89,07     | 6         |

### Salsa

#### 1. Runde
| Land               | Namen                                                            | Punkte |
| ------------------ | ---------------------------------------------------------------- | ------ |
| Kolumbien          | Yinessa Ortega / Stevens Rebolledo                               | 34,85  |
| Kolumbien          | Adriana Avila / Yefersson Benjumea                               | 33,43  |
| Ecuador            | Jessica Estesania Valencia Naveda / Jose Antonio Romero Martinez | 32,08  |
| Tschechien         | Tereza Vodičková / Jakub Mazůch                                  | 32,00  |
| Italien            | Serena Maso / Simone Sanfilippo                                  | 31,75  |
| Spanien            | Magali Piedra / Juan Alejandro Pallares                          | 29,33  |
| Frankreich         | Laure Ibanez / Jordan Mouillerac                                 | 29,17  |
| Vereinigte Staaten | Brianna Rios / Luis Santiago                                     | 28,67  |
| Ungarn             | Edit Lilla Nagy / Mate Pek                                       | 28,13  |
| Brasilien          | Larissa Dos Santos / Robinson Ferreira Da Silva                  | 27,92  |

|  | Qualifikation für das Halbfinale |

#### Redance
| Land               | Namen                                           | Punkte |
| ------------------ | ----------------------------------------------- | ------ |
| Ungarn             | Edit Lilla Nagy / Mate Pek                      | 30,25  |
| Frankreich         | Laure Ibanez / Jordan Mouillerac                | 30,00  |
| Vereinigte Staaten | Brianna Rios / Luis Santiago                    | 28,67  |
| Brasilien          | Larissa Dos Santos / Robinson Ferreira Da Silva | 28,67  |

|  | Qualifikation für das Halbfinale |

#### Halbfinale
| Land       | Namen                                                            | Punkte |
| ---------- | ---------------------------------------------------------------- | ------ |
| Kolumbien  | Yinessa Ortega / Stevens Rebolledo                               | 35,03  |
| Kolumbien  | Adriana Avila / Yefersson Benjumea                               | 35,00  |
| Italien    | Serena Maso / Simone Sanfilippo                                  | 34,73  |
| Tschechien | Tereza Vodičková / Jakub Mazůch                                  | 32,83  |
| Ecuador    | Jessica Estesania Valencia Naveda / Jose Antonio Romero Martinez | 32,67  |
| Spanien    | Magali Piedra / Juan Alejandro Pallares                          | 31,80  |
| Frankreich | Laure Ibanez / Jordan Mouillerac                                 | 30,33  |
| Ungarn     | Edit Lilla Nagy / Mate Pek                                       | 30,33  |

|  | Qualifikation für das Finale |

#### Finale
| Platz | Land       | Namen                                                            | Punkte |
| ----- | ---------- | ---------------------------------------------------------------- | ------ |
| 1     | Kolumbien  | Yinessa Ortega / Stevens Rebolledo                               | 37,54  |
| 2     | Kolumbien  | Adriana Avila / Yefersson Benjumea                               | 37,21  |
| 3     | Italien    | Serena Maso / Simone Sanfilippo                                  | 36,04  |
| 4     | Tschechien | Tereza Vodičková / Jakub Mazůch                                  | 33,67  |
| 5     | Spanien    | Magali Piedra / Juan Alejandro Pallares                          | 32,17  |
| 6     | Ecuador    | Jessica Estesania Valencia Naveda / Jose Antonio Romero Martinez | 33,50  |

## Medaillenspiegel
| Medaillenspiegel | Medaillenspiegel | Medaillenspiegel | Medaillenspiegel | Medaillenspiegel | Medaillenspiegel |
| Platz            | Land             | G                | S                | B                | Gesamt           |
| ---------------- | ---------------- | ---------------- | ---------------- | ---------------- | ---------------- |
| 01               | Kolumbien        | 1                | 1                | 0                | 2                |
| 02               | Deutschland      | 1                | 0                | 1                | 2                |
| 03               | Moldau           | 1                | 0                | 0                | 1                |
| 03               | Polen            | 1                | 0                | 0                | 1                |
| 05               | Russland         | 0                | 3                | 0                | 3                |
| 06               | Frankreich       | 0                | 0                | 1                | 1                |
| 06               | Italien          | 0                | 0                | 1                | 1                |
| 06               | Litauen          | 0                | 0                | 1                | 1                |
| Total            | Total            | 4                | 4                | 4                | 12               |